# Una donna per amico (песня)
«Una donna per amico» (с итал. — «Женщина-друг») — песня итальянского певица Лучо Баттисти, написанная им совместно с Моголом. Она была выпущена как сингл в октябре 1978 года с «Nessun dolore» в качестве би-сайда. Сингл четырнадцать недель подряд занимал первое место в итальянском хит-параде с ноября 1978 по февраль 1979 года. Это был второй по продажам сингл года в Италии после «Stayin’ Alive» группы Bee Gees.
На церемонии открытия зимних Олимпийских игр 2006 года во время выступления сборной Италии прозвучала песня «Una donna per amico».
Кавер на «Una donna per amico» был сделан несколькими исполнителями, включая Розарио Фьорелло и группу Sugarfree. Так был назван телесериал 1998 года с Элизабеттой Гардини в главной роли и фильм 2014 года режиссера Джованни Веронези с Фабио Де Луиджи и Летицией Каста в главных ролях. Песня «Nessun dolore» была перепета итальянской певицей Джорджией для её одноименный дебютного альбома 1994 года. Ее также перепела итальянская певица Мина для альбома 1987 года Rane supreme.

## Список композиций
7"-сингл
A. «Una donna per amico» — 5:19
B. «Nessun dolore» — 6:15

## Чарты
| Чарты (1978)             | Высшая позиция |
| ------------------------ | -------------- |
| Италия (Musica e dischi) | 1              |

## Сертификации и продажи
| Регион                                                                      | Сертификация | Продажи |
| --------------------------------------------------------------------------- | ------------ | ------- |
| Италия (FIMI)                                                               | Золотой      | 50 000  |
| Данные о продажах + прослушиваниях приведены только на основе сертификации. |              |         |